# Градманци
Градманци (мкд. Градманци) су насеље у Северној Македонији, у северном делу државе. Градманци припадају општини Петровец, која припада приградском делу Области Града Скопља.

## Географија
Градманци су смештени у северном делу Северне Македоније. Од најближег града, Скопља, село је удаљено 30 km источно.
Село Градманци се налази у историјској области Блатија. Село је положено на источном ободу Скопске котлине, где тло постаје брдовито, на приближно 330 метара надморске висине. Источно од насеља уздиже се Градиштанска планина.
Месна клима је континентална.

## Становништво
Градманци су према последњем попису из 2021. године имали 52 становника.
Претежна вероисповест месног становништва је православље.
| Национални састав према попису из 2021.‍ | Национални састав према попису из 2021.‍ | Национални састав према попису из 2021.‍ | Национални састав према попису из 2021.‍ | Национални састав према попису из 2021.‍ |
| --------------------------------------- | --------------------------------------- | --------------------------------------- | --------------------------------------- | --------------------------------------- |
|                                         |                                         |                                         |                                         |                                         |
| Македонци                               | Македонци                               |                                         | 51                                      | 98,1%                                   |